# Josh Weil
Josh Weil (* 1976 in Virginia, USA) ist ein US-amerikanischer Schriftsteller und Hochschullehrer.

## Leben
Weil wurde in den Appalachen im westlichen, ländlichen Teil von Virginia geboren. Er publizierte Kurzgeschichten, Novellen und einen Roman (Stand 2014). Kleinere Prosa-Werke von ihm erschienen in Literaturzeitschriften wie Granta, One Story und Agni, ferner schrieb er Beiträge für The New York Times, Oxford American und Poets & Writers.
Weil lehrte an der Bowling Green State University in Bowling Green (Ohio) als Distinguished Visiting Writer und war Tickner Writer-in-Residence an der Gilman School in Baltimore in Maryland. Im Jahre 2012 lehrte Weil an der University of Mississippi in Oxford (Mississippi) als John & Renee Grisham Emerging Southern Writer und schrieb dort an einem weiteren Werk. Im Sommersemester 2019 hatte er die Picador-Professur für Literatur an der Universität Leipzig inne.

## Preise und Auszeichnungen
- Sue Kaufman Prize for First Fiction, vergeben von der American Academy of Arts and Letters in New York City
- New Writers Award der Great Lakes Colleges Association (GLCA)
- 5 Under 35-Award der National Book Foundation der USA
- Fellowship im Fulbright-Programm
- Preis der Dana Foundation
- Auszeichnungen bei der Bread Loaf Writers' Conference, der Sewanee Writers' Conference und der MacDowell Colony
- 2015: Dayton Literary Peace Prize für The Great Glass Sea

## Werke
- The New Valley: Novellas. Grove Press, New York City, USA 2009, ISBN 978-0-8021-1891-2.
  - Das Neue Tal, Kurzgeschichten; übersetzt von Stephan Kleiner. DuMont Verlag, Köln 2011, ISBN 978-3-8321-9608-0.[2]
- Herdentiere: Eine amerikanische Novelle, übersetzt von Stephan Kleiner. DuMont Verlag, Köln 2011, ISBN 978-3-8321-9579-3.
- The Great Glass Sea, a Novel. Grove Press, New York City, USA 2014, ISBN 978-0-8021-2215-5.
  - deutsch: Das gläserne Meer, übersetzt von Stephan Kleiner. DuMont, Köln 2015, ISBN 978-3-8321-9797-1.[3]